# Scymnus aquilonarius
Scymnus aquilonarius är en skalbaggsart som beskrevs av Gordon 1976. Scymnus aquilonarius ingår i släktet Scymnus och familjen nyckelpigor. Inga underarter finns listade i Catalogue of Life.